# إنشادن (إنشادن)
إنشادن هي إحدى مشيخات المملكة المغربية، تتبع جغرافيا لإقليم شتوكة آيت باها وإداريًا لإنشادن. يقدر عدد سكانها بـ 2871 نسمة حسب الإحصاء الرسمي للسكان والسكنى لسنة 2004.